# Filles-Dieu
Die Filles-Dieu (französisch ‚Töchter Gottes‘) waren eine religiöse Gemeinschaft, gegründet 1226 durch Wilhelm von Auvergne, die sich dem Dienst an den Kranken widmete.

## Geschichte
Sie nannten sich anfangs Sœurs de Saint-Gervais, da sie um 1300 in den gleichnamigen Hospital in Paris tätig waren. Es gibt Hinweise darauf, dass die Frauengemeinschaft ursprünglich gegründet wurde, um Pariser Prostituierten ein „anständiges“ Leben zu ermöglichen.
Ihr Niederlassungen waren vor allem in Paris, Orléans, Beauvais und Abbeville. Die Niederlassung in Paris befand sich Ende des 15. Jahrhunderts an der Rue Saint-Denis nur wenige Meter vor der Porte Saint-Denis.
Die Filles-Dieu trugen ein weißes Gewand und einen schwarzen Mantel.